# Cuarta categoría de fútbol en Uruguay
En el presente artículo se repasa todo el historial de los campeonatos de cuarta categoría (o cuarto nivel) organizados por la Asociación Uruguaya de Fútbol. Fue la última categoría de la pirámide entre los años 1932-1935, 1942-1947 y entre 1972-1978, penúltima en los períodos 1948-1965 y 1967-1971 y antepenúltima categoría en 1966.
Entre 1932 y 1935, y desde 1942 hasta 1971, la Divisional Extra cumplió el papel de torneo de cuarta división del fútbol uruguayo. Entre 1972 y 1978, la cuarta división pasó a corresponderle a la Primera "D". Actualmente, la Divisional D, creada en 2021 se instaló como cuarta y última categoría del fútbol uruguayo.

## Campeones de la cuarta categoría

### Títulos por año
| Temporada                                            | Edición |  | Campeón            |  | Subcampeón         |  | Tercero          | Notas |
| ---------------------------------------------------- | ------- |  | ------------------ |  | ------------------ |  | ---------------- | --- |
| Divisional Extra (Liga Uruguaya de Football Amateur) |         |  |                    |  |                    |  |                  | |
| 1932                                                 | 1°      |  | Última Hora        |  |                    |  |                  | Torneos independientes a la Liga Uruguaya de Football Profesional.                                                      |
| 1933                                                 | 2°      |  | La Luz             |  |                    |  |                  | Torneos independientes a la Liga Uruguaya de Football Profesional.                                                      |
| 1934                                                 | 3°      |  | Artigas            |  | Sportivo Maldonado |  |                  | Torneos independientes a la Liga Uruguaya de Football Profesional.                                                      |
| 1935                                                 | 4°      |  | Bolton Wanderers   |  |                    |  |                  | Torneos independientes a la Liga Uruguaya de Football Profesional.                                                      |
| Divisional Extra                                     |         |  |                    |  |                    |  |                  | |
| 1942                                                 | 5°      |  | Danubio            |  |                    |  |                  | |
| 1943                                                 | 6°      |  | Dryco              |  |                    |  |                  | |
| 1944                                                 | 7°      |  | Bahía              |  |                    |  |                  | |
| 1945                                                 | 8°      |  | Canillitas         |  |                    |  |                  | |
| 1946                                                 | 9°      |  | Artigas            |  |                    |  |                  | |
| 1947                                                 | 10°     |  | Oriental           |  |                    |  |                  | |
| Divisional Extra "A"                                 |         |  |                    |  |                    |  |                  | |
| 1948                                                 | 11°     |  | Cerrito            |  |                    |  |                  | |
| 1949                                                 | 12°     |  | Rentistas          |  |                    |  |                  | |
| 1950                                                 | 13°     |  | Juventud Imparcial |  |                    |  |                  | |
| 1951                                                 | 14°     |  | Mar de Fondo       |  |                    |  |                  | |
| 1952                                                 | 15°     |  | Tellier            |  |                    |  |                  | |
| 1953                                                 | 16°     |  | Misiones           |  | Huracán Buceo      |  |                  | |
| 1954                                                 | 17°     |  | Huracán Buceo      |  | Basáñez            |  |                  | |
| 1955                                                 | 18°     |  | Platense           |  |                    |  |                  | |
| 1956                                                 | 19°     |  | Boston River       |  |                    |  |                  | |
| 1957                                                 | 20°     |  | Rentistas          |  |                    |  |                  | |
| 1958                                                 | 21°     |  | Marconi            |  |                    |  |                  | |
| 1959                                                 | 22°     |  | Basáñez            |  | Fraternidad        |  |                  | |
| 1960                                                 | 23°     |  | Expreso            |  |                    |  |                  | |
| 1961                                                 | 24°     |  | El Tanque          |  |                    |  |                  | |
| 1962                                                 | 25°     |  | Juventud Imparcial |  | Defensa            |  | Miramar          | Defensa ganó el Grupo I. Miramar y Juventud Imparcial debieron jugar un desempate para definir al ganador del Grupo II. |
| 1963                                                 | 26°     |  | Rentistas          |  |                    |  |                  | |
| 1964                                                 | 27°     |  | Villa Española     |  |                    |  |                  | |
| 1965                                                 | 28°     |  | Alto Perú          |  |                    |  |                  | |
| 1966                                                 | 29°     |  | Defensa            |  |                    |  |                  | |
| 1967                                                 | 30°     |  | Lavalleja          |  | El Tanque          |  |                  | |
| 1968                                                 | 31°     |  | Artigas            |  |                    |  |                  | |
| 1969                                                 | 32°     |  | El Tanque          |  |                    |  |                  | |
| 1970                                                 | 33°     |  | Marconi            |  |                    |  |                  | |
| 1971                                                 | 34°     |  | Salus              |  |                    |  |                  | |
| Primera "D"                                          |         |  |                    |  |                    |  |                  | |
| 1972                                                 | 35°     |  | Basáñez            |  |                    |  |                  | Huracán obtuvo un segundo ascenso.                                                                                      |
| 1973                                                 | 36°     |  | El Puente          |  |                    |  |                  | |
| 1974                                                 | 37°     |  | Lavalleja          |  |                    |  |                  | |
| 1975                                                 | 38°     |  | Villa Teresa       |  |                    |  |                  | Huracán obtuvo un segundo ascenso.                                                                                      |
| 1976                                                 | 39°     |  | Cooper             |  |                    |  |                  | |
| 1977                                                 | 40°     |  | Platense           |  |                    |  |                  | |
| 1978                                                 | 41°     |  | Huracán            |  |                    |  |                  | |
| Divisional D                                         |         |  |                    |  |                    |  |                  | |
| 2021                                                 | 42°     |  | Cooper             |  | Paso de la Arena   |  | Rincón           | Cooper no obtuvo el ascenso pese a ser campeón, ya que esta edición fue "experimental".                                 |
| 2022                                                 | 43°     |  | Cooper             |  | Lito               |  | Paso de la Arena | |
| 2023                                                 | 44°     |  | Lito               |  | Rincón             |  | Paso de la Arena | |
| 2024                                                 | 45°     |  | Deutscher          |  | Paso de la Arena   |  |                  | |

### Títulos por equipo
| 1° | Rentistas          | 3 |  | 1949, 1957, 1963 |      |            |  |
| 1° | Cooper             | 3 |  |                  | 1976 | 2021, 2022 |  |
| 3° | Juventud Imparcial | 2 |  | 1950, 1962       |      |            |  |
| 3° | Artigas            | 2 |  | 1946, 1968       |      |            |  |
| 3° | El Tanque          | 2 |  | 1961, 1969       |      |            |  |
| 3° | Marconi            | 2 |  | 1958, 1970       |      |            |  |
| 3° | Basáñez            | 2 |  | 1959             | 1972 |            |  |
| 3° | Lavalleja          | 2 |  | 1967             | 1974 |            |  |
| 3° | Platense           | 2 |  | 1955             | 1977 |            |  |
| 9° | Danubio            | 1 |  | 1942             |      |            |  |
| 9° | Dryco              | 1 |  | 1943             |      |            |  |
| 9° | Bahía              | 1 |  | 1944             |      |            |  |
| 9° | Canillitas         | 1 |  | 1945             |      |            |  |
| 9° | Oriental FC        | 1 |  | 1947             |      |            |  |
| 9° | Cerrito            | 1 |  | 1948             |      |            |  |
| 9° | Mar de Fondo       | 1 |  | 1951             |      |            |  |
| 9° | Tellier            | 1 |  | 1952             |      |            |  |
| 9° | Misiones           | 1 |  | 1953             |      |            |  |
| 9° | Huracán Buceo      | 1 |  | 1954             |      |            |  |
| 9° | Boston River       | 1 |  | 1956             |      |            |  |
| 9° | Expreso            | 1 |  | 1960             |      |            |  |
| 9° | Villa Española     | 1 |  | 1964             |      |            |  |
| 9° | Alto Perú          | 1 |  | 1965             |      |            |  |
| 9° | Defensa            | 1 |  | 1966             |      |            |  |
| 9° | Salus              | 1 |  | 1971             |      |            |  |
| 9° | El Puente          | 1 |  |                  | 1973 |            |  |
| 9° | Villa Teresa       | 1 |  |                  | 1975 |            |  |
| 9° | Huracán            | 1 |  |                  | 1978 |            |  |
| 9° | Lito               | 1 |  |                  |      | 2023       |  |
| 9° | Deutscher          | 1 |  |                  |      | 2024       |  |